# NGC 7166
NGC 7166 је елиптична галаксија у сазвежђу Ждрал која се налази на NGC листи објеката дубоког неба.
Деклинација објекта је - 43° 23' 24" а ректасцензија 22h 0m 32,7s. Привидна величина (магнитуда) објекта NGC 7166 износи 11,8 а фотографска магнитуда 12,8. Налази се на удаљености од 30,2000 милиона парсека од Сунца. NGC 7166 је још познат и под ознакама ESO 288-27, MCG -7-45-4, AM 2157-433, PGC 67817.